# Sindromul respirator acut sever
SARS (Sindromul Acut Respirator Sever) este o boală care afectează sistemul respirator al omului, indusă de virusul SARS.
Între noiembrie 2002 și iulie 2003 a existat un început de posibilă pandemie, cu 8.422 de cazuri de infecție și 916 morți confirmate.
În câteva săptămâni, boala s-a transmis din Hong Kong în 37 de alte țări.
Ultima infecție observată a avut loc în iunie 2003.
Cauzat de coronavirus. Perioada de incubație este de 10 zile.
Simptome:
- inițial nespecifice:
  - febră
  - diaree
  - leucocite în scaun
  - nu dezvoltă culturi
- infiltrare pulmonară,
- insuficiență respiratorie acută
- deces

Transmiterea este aerogenă, mortalitatea este de circa 8,5%.